# Tornimparte
Tornimparte település Olaszországban, Abruzzo régióban, L’Aquila megyében. Lakosainak száma 2789 fő (2023. január 1.). Tornimparte Borgorose, L’Aquila, Pescorocchiano, Scoppito, Fiamignano és Lucoli községekkel határos.

## Népesség
A település lakossága az elmúlt években az alábbi módon változott:
| Lakosok száma | 3147 | 3152 | 2789 |
|               | 2017 | 2018 | 2023 |